# Space Marines (band)
Space Marines was een Nederlandse hiphopformatie uit Haarlem.

## Geschiedenis
Space Marines ontstond in de zomer van 1990. De band gaf zijn eerste optreden op 1 april 1991. Er volgden meer optredens en de aanvankelijk korte nummers werden langer. Na een groeiend succes bracht de band in oktober 1993 een eerste demo uit, onder de titel Hakkebijlen. Een tweede demo volgde een jaar later en werd opgemerkt door Veronica. De band mocht meespelen in de televisiefilm Stills van Mijke de Jong.
Door het contact met rapper Def P van Osdorp Posse kreeg de band een contract bij platenlabel Djax Records. Het debuutalbum van Space Marines, getiteld Sneller dan God, Qua Thee, verscheen in april 1996 en werd gepresenteerd in het Patronaat in Haarlem. De band ging touren en liveopnamen werden gedraaid op de radiozender van de VPRO.
Een vervolgalbum werd opgenomen in de zomer van 1997 en heet Grraarrbirr. Het derde studioalbum, Don't Feel the Force, verscheen in 1999.
Naast hiphopmuziek speelde de band ook een mix van metal, dance en jazz.
Space Marines was actief van 1990 tot 2000. In 2005 werd een eenmalig reünieconcert in Haarlem gespeeld.

## Bandleden
- Daan Kampman - gitaar
- Nico Plooijer - zang
- Paul Hamers - zang
- Brian Klerkx - zang
- Edwin Plooijer - drums
- Martin Galjé - basgitaar

## Discografie
- Hakkebijlen (1993, demo)
- PETI FU (Joie De Vivre) (1994, demo)
- Sneller dan God (Qua Thee) (1996)
- Grraarrbirr (1997)
- Don't Feel The Force (1999)